# فکتور ۵
فکتور ۵ (انگلیسی: Factor 5) شرکت بازی ویدئویی آلمانی است، که در سال ۱۹۸۷ تأسیس شد.